# Guido Zuccaro
Guido Zuccaro (Udine, 1876 – Bassano del Grappa, 22 luglio 1944) è stato un pittore italiano.

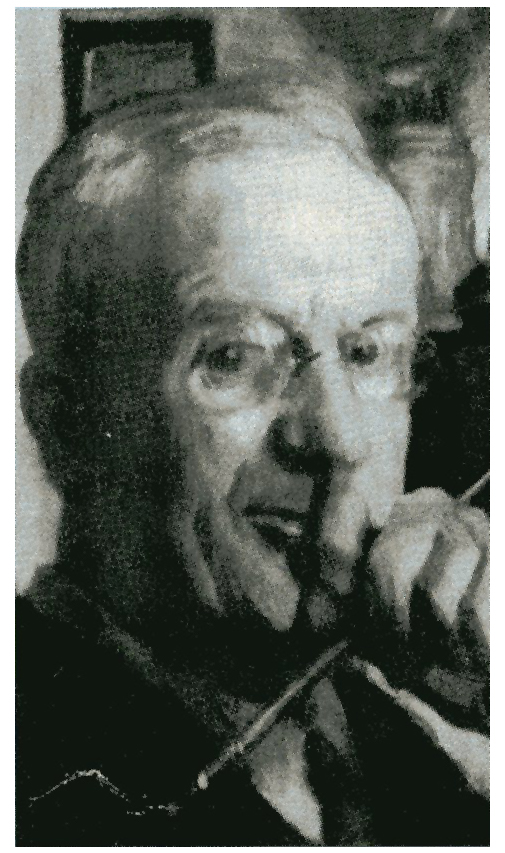
Guido Zuccaro, Italian Painter (1876-1944)

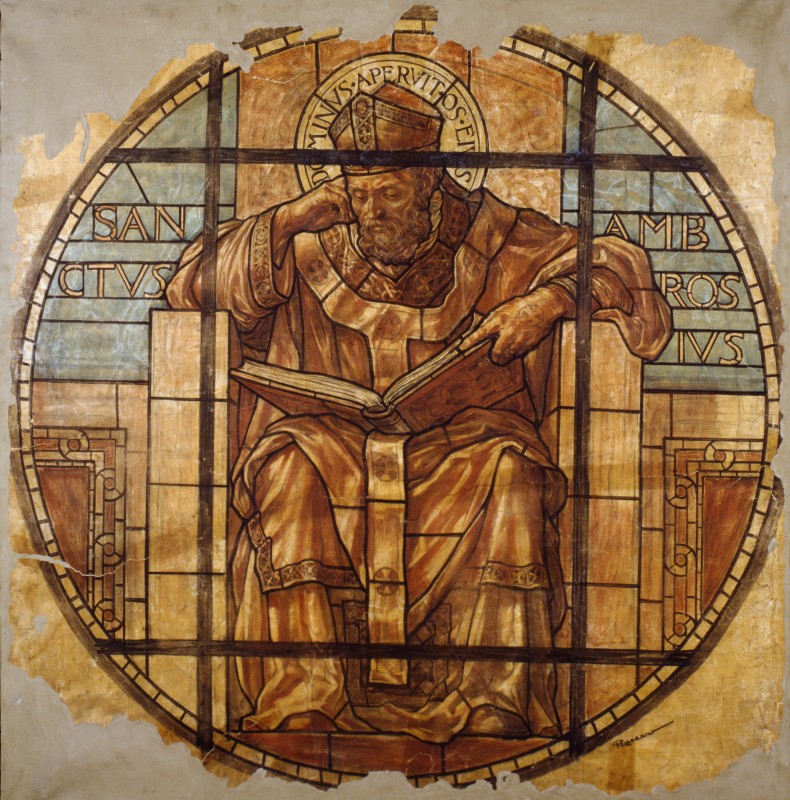
Sanctus Ambrosius, 1920 ca., cartone per vetrata (Fondazione Cariplo)

Guido Zuccaro nacque ad Udine nel 1876 da Giuseppe e da Elisa Benuzzi, entrambi friulani discendenti da illustre casato. Egli era quindi friulano per nascita e per origine, anche se non si può escludere che tra i suoi antenati ci fosse un ramo risalente ai machigiani Taddeo e Federico Zuccari, nati entrambi (erano fratelli) nell'Urbinate, a Sant'Angelo in Vado, il primo nel 1529 ed il secondo nel 1540, autore quest'ultimo del famoso trattato Idea de' pittori, cultori e architetti, edito nel 1607.
Guido Zuccaro studiò con particolare distinzione alla Scuola del Mantessi; e nel 1900, all'Esposizione di Brera, un ritratto da lui eseguito per Pompeo Bertini (maestro anche lui nell'Arte decorativa del vetro) ed una vetrata (Ignara voluptas) lo segnalarono ai competenti ed al pubblico come una sicura e radiosa promessa. Intorno ai cinquant'anni, nel 1927, espose alla Galleria "Micheli" un gruppo dei lavori da lui eseguiti e molte autorevoli personalità dell'arte, da Carrà a Carpi, dal Bucci al Marangoni, ne riconobbero unanimemente i pregi. Ciò confermava ancora una volta che il titolo di Socio onorario dell'Accademia di Belle Arti che gli era stato concesso era stato in effetti ampiamente meritato.
I suoi cartoni per la grande vetrata di San Carlo nel Duomo di Milano, dove l'armonia gareggia con la signorilità della composizione e con la nitidezza della forma, sono un documento oltremodo loquace e convincente delle sue capacità rappresentative.
Guido Zuccaro non aveva alle spalle consistenti risorse che rendessero invidiabile la sua condizione economica e finanziaria, ma egli non se ne lagnò mai, come mai si ritenne povero, né si adontò se la fama di molti mestieranti (succede in tutte le epoche; Parini già ne parlava nell'ode La Caduta) risuonava più clamorosamente della sua onesta reputazione. "Purché non ci distruggano le opere, purché in qualche chiesa, in qualche casa resti il segno della nostra fatica", diceva sovente agli amici.
È stato sepolto al Cimitero Maggiore di Milano; dopo esumazione i suoi resti riposano in una celletta.